# Productivité globale des facteurs
La productivité globale des facteurs (ou productivité totale des facteurs) désigne la part de la croissance économique qui n'est pas expliquée par l'accroissement des facteurs de production que sont le facteur capital et le facteur travail. Si le calcul de la croissance économique montre qu'elle a été supérieure à l'accroissement du travail et du capital, cela signifie que le travail et le capital ont été utilisés de manière plus efficaces (plus productives) : cette chose  est appelée « productivité globale des facteurs ».

## Concept
La productivité globale des facteurs est estimée par une analyse factorielle de la croissance économique. Une telle analyse se base sur une fonction de production Cobb-Douglas, qui met en lumière le rôle du facteur travail et du facteur capital dans la croissance. Toute croissance qui n'est pas expliquée par la croissance du facteur capital et par celle du facteur travail ne peut qu'être due à l'accroissement de la productivité dans l'utilisation de ces facteurs. En soustrayant la croissance totale de la croissance des facteurs capital et travail, on obtient une valeur résiduelle qui est la productivité globale des facteurs.
La productivité globale des facteurs est due à plusieurs causes : le progrès technique, l'innovation, les transformations économiques, un meilleur management au sein de l'entreprise, etc. L'élément principal est le progrès technique qui, avec la même combinaison de facteurs de production (capital et travail) permet de créer plus de richesse. Mais l'augmentation de la PGF peut aussi résulter d'une modification de la structure de production (on fabrique plus de certains types de biens ou services nécessitant moins de capital et de travail) ou de son organisation (à fabrication égale, on combine mieux le capital et le travail, de sorte qu'à niveau de facteurs constants, la richesse créée soit plus grande).
La PGF correspond à l'accroissement relatif du résidu de Solow.

## Estimation
Le calcul se fonde sur une fonction de type Cobb-Douglas. Il se base sur le postulat du rendement d'échelle constant, qui est celui adopté par Cobb et Douglas. La production Y est une fonction du stock de capital K, multiplié par le travail L. Les deux facteurs sont pondérés par la part respective du capital et du travail dans le résultat final (α est la part de la contribution du capital). Tout cela est multiplié par A, qui est la productivité globale des facteurs. La formule est ainsi :
{\displaystyle Y=A\cdot K^{\alpha }\cdot L^{1-\alpha }}
La PGF est souvent vue comme le vecteur de la croissance et non un facteur de production, car si le capital et le travail demeurent des contributions importantes à la production, la PGF peut intervenir jusqu'à 60 % de la croissance dans l'économie.
Comme le remarque une étude de la Banque de France en 2005, « la décomposition comptable de la croissance est surtout descriptive. Elle ne correspond pas à une explication causale de la croissance, même si elle peut être très instructive, en permettant notamment des comparaisons entre périodes et pays ».

## Historique
Edmond Malinvaud a été pionnier dans l'estimation de l'importance de la PGF dans la croissance française. Il estime la participation des facteurs dans la croissance française entre 1951 et 1969. Sur une croissance de 5 %/an en moyenne, la contribution des facteurs capital et travail a été de 50 % à eux deux. La moitié restante, soit 50 % de la croissance observée, est expliquée par la seule PGF.
Entre 1995 et 2002, la productivité a augmenté de 0,9 %. Sur ces 0,9 % de croissance de la productivité, 0,5 % sont dus à la substitution du capital au travail (grâce aux technologies de l'information, notamment) ; -0,6 % sont dus à la durée du travail ; 1 % est dû à l'accroissement de la productivité globale des facteurs de production. Cette productivité a été tirée vers l'avant par les branches liées aux TIC.
Sur la même période, la productivité globale des facteurs a augmenté pour les mêmes raisons aux États-Unis. Entre 1995 et 2001, la productivité globale des facteurs a augmenté du même montant en Amérique qu'en France du fait des progrès des TIC.

## Critiques et débats
Si elle paraît claire d'un point de vue théorique, il est en réalité difficile de mesurer la PGF. Il est nécessaire pour ce faire de disposer de données sur l'évolution du « stock de capital » et du « stock de travail », mais aussi sur l'évolution de leurs prix. Afin d'estimer la croissance du facteur capital, on utilise généralement la méthode dite de « l'inventaire permanent », développée notamment par Angus Maddison.
Par ailleurs, même sur le plan théorique, la PGF reste très difficile à modéliser de manière à la fois fiable et quantitative, car jusqu'à présent, le progrès technique a lui-même échappé à la plupart des tentatives de modélisation quantitative. Ainsi, aucun des indicateurs comme le nombre d'années de scolarité, le nombre de livres publiés, le nombre d'articles publiés dans des revues scientifiques, le nombre de brevets déposés, le coût des dépenses dans l'enseignement supérieur, le montant des investissements en R&D, etc. ne s’avère correctement corrélé aux performances des entreprises ou des pays en matière d'innovation. La tentative la plus prometteuse qui ait été faite à ce jour est celle qui utilise une mesure thermodynamique quantifiable, à savoir l'efficacité de conversion de l'energie, comme un substitut plausible au progrès technique.